# Tongorchis
Tongorchis (Serapias) is een geslacht van terrestrische orchideeën die voornamelijk in het Middellandse Zeegebied voorkomen.
Het geslacht dankt zijn naam aan de opvallende tongvormige bloemlip.

## Naamgeving en etymologie
De botanische naam van het geslacht is ontleend aan de Egyptische god van de vruchtbaarheid, Serapis, vanwege de veronderstelde potentieverhogende werking van de wortelknollen.

## Kenmerken
Tongorchissen zijn terrestrische, overblijvende planten, die overwinteren met ondergrondse wortelknollen (geofyten).
De bloem is roze tot paars. De sepalen en bovenste petalen vormen een helm. De opvallende tongvormige lip is verdeeld in een basale hypochiel met twee zijlobben, die samen met de helm een buis vormt, en een distale epichiel die uit de buis steekt en er meestal een hoek mee maakt. De hypochiel heeft een karakteristieke verdikte en donkerrode tot bruine plek aan de basis.

## Voortplanting
In de holte die gevormd wordt door de hypochiel en de helm is de temperatuur steeds iets hoger dan er buiten. Vooral solitaire bijen en wespen maken daarvan gebruik om te schuilen tijdens regenbuien en frisse nachten. Bij het verlaten van de bloem nemen ze de plakkerige pollinia mee zodat bij een volgend bezoek de bloem bestoven wordt.

## Habitat
Tongorchissen komen voornamelijk voor op graslanden, in bermen, bosranden en lichte naaldbossen.

## Voorkomen
Het geslacht komt voor in het Middellandse Zeegebied in Europa, het Midden-Oosten en Noord-Afrika. In Frankrijk komen ze ook voor aan de Atlantische kust. Hoewel de plant bijna nooit ten noorden van de Alpen te zien is, werd de orchidee in de zomer van 2008 waargenomen in Oost-Nederland.

## Soorten
Het geslacht telt naargelang de indeling tien tot vijftien soorten:
- Serapias bergonii
- Serapias cordigera (Brede tongorchis)
- Serapias cossyrensis
- Serapias istriaca
- Serapias lingua (Gewone tongorchis)
- Serapias neglecta (Vergeten tongorchis)
- Serapias nurrica
- Serapias orientalis
- Serapias olbia
- Serapias parviflora (Kleine tongorchis)
- Serapias perez-chiscanoi
- Serapias politisii
- Serapias strictiflora
- Serapias vomeracea (Lange tongorchis)

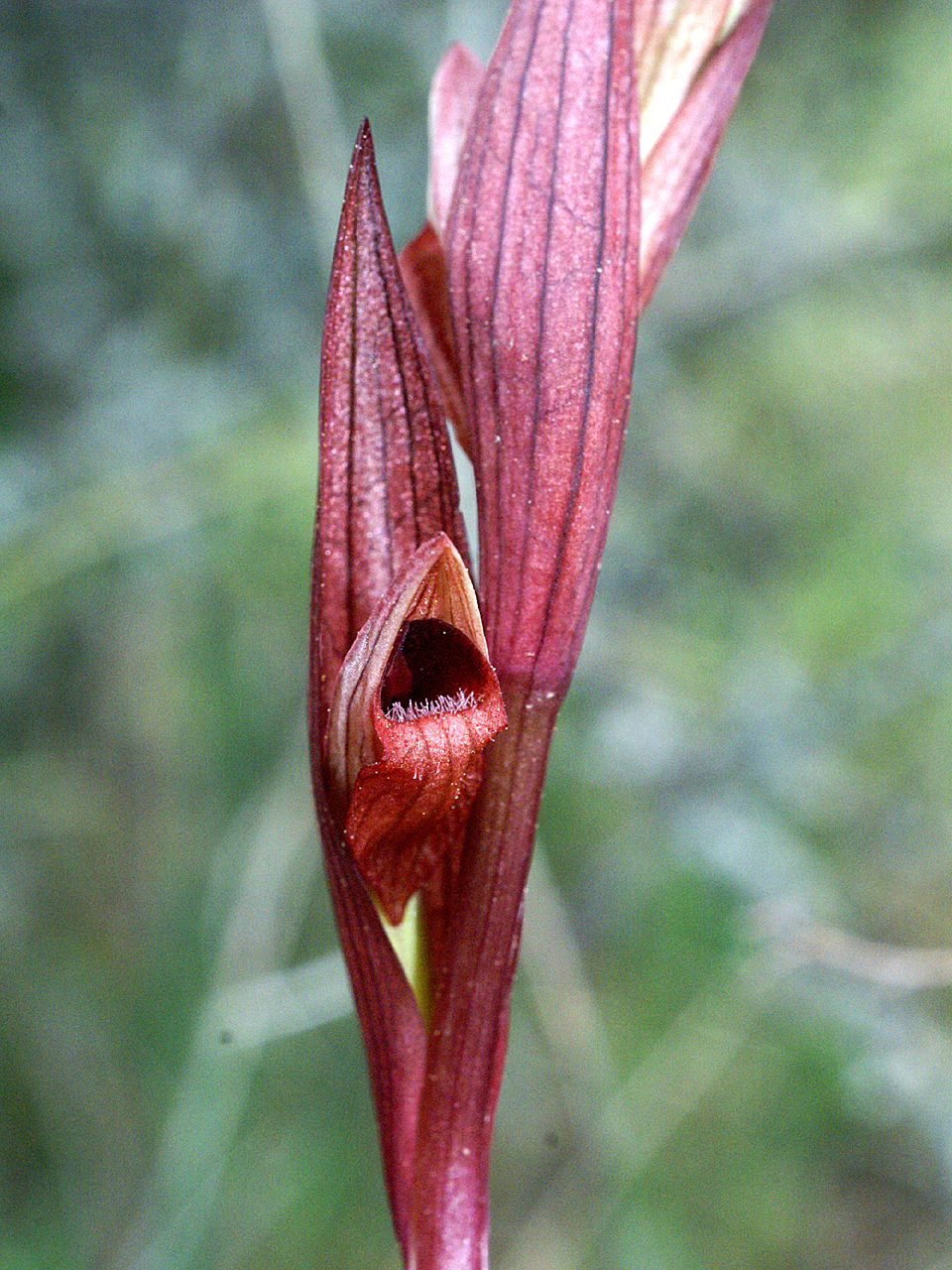
Serapias bergonii (Rhodos)
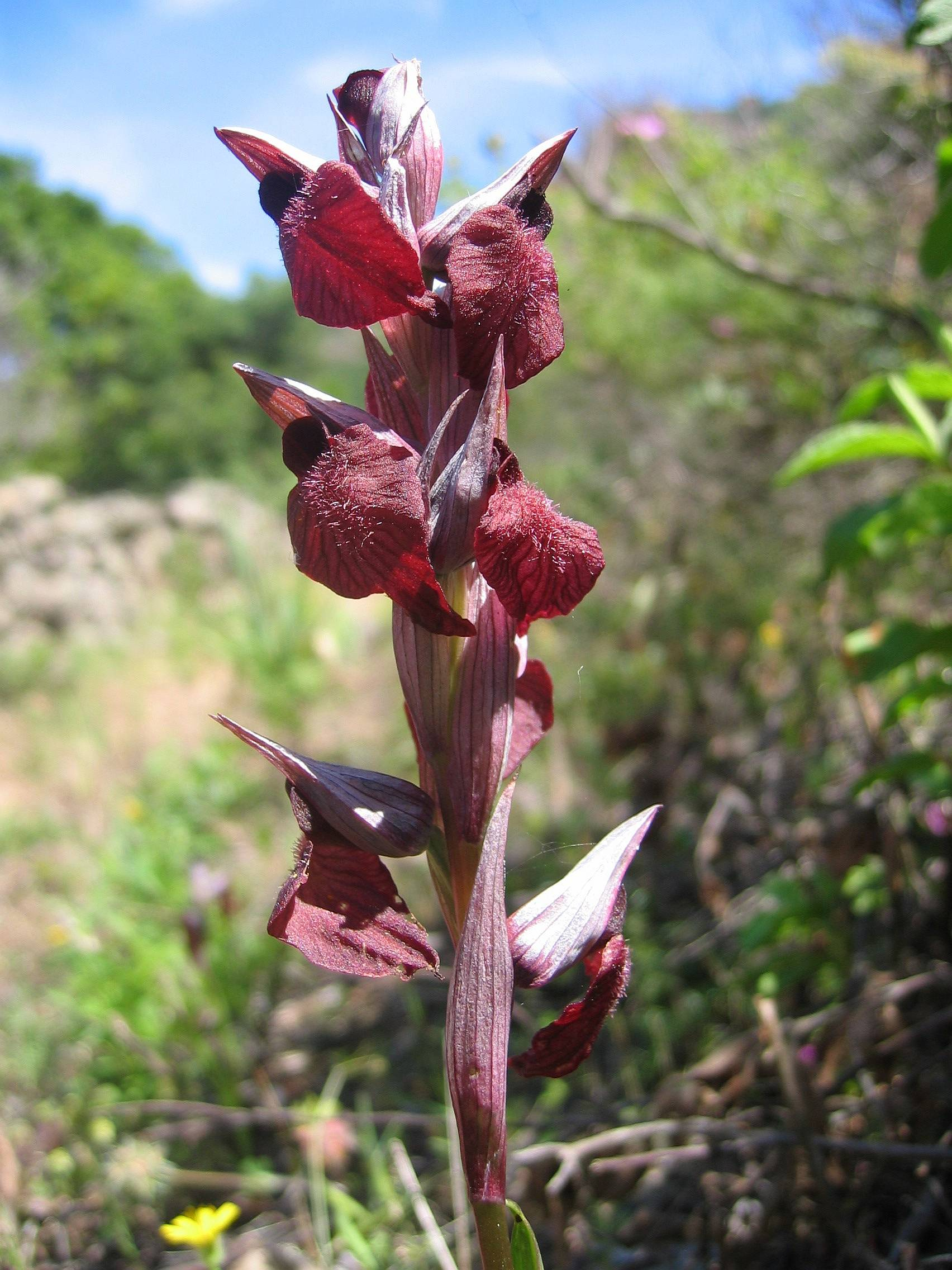
Brede tongorchis, Serapias cordigera (Corsica)
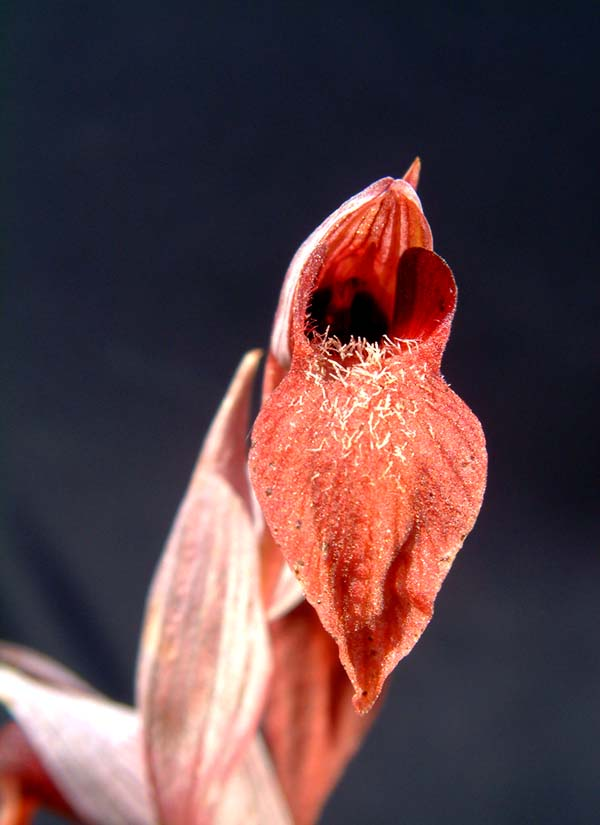
Serapias istriaca (Istrië)
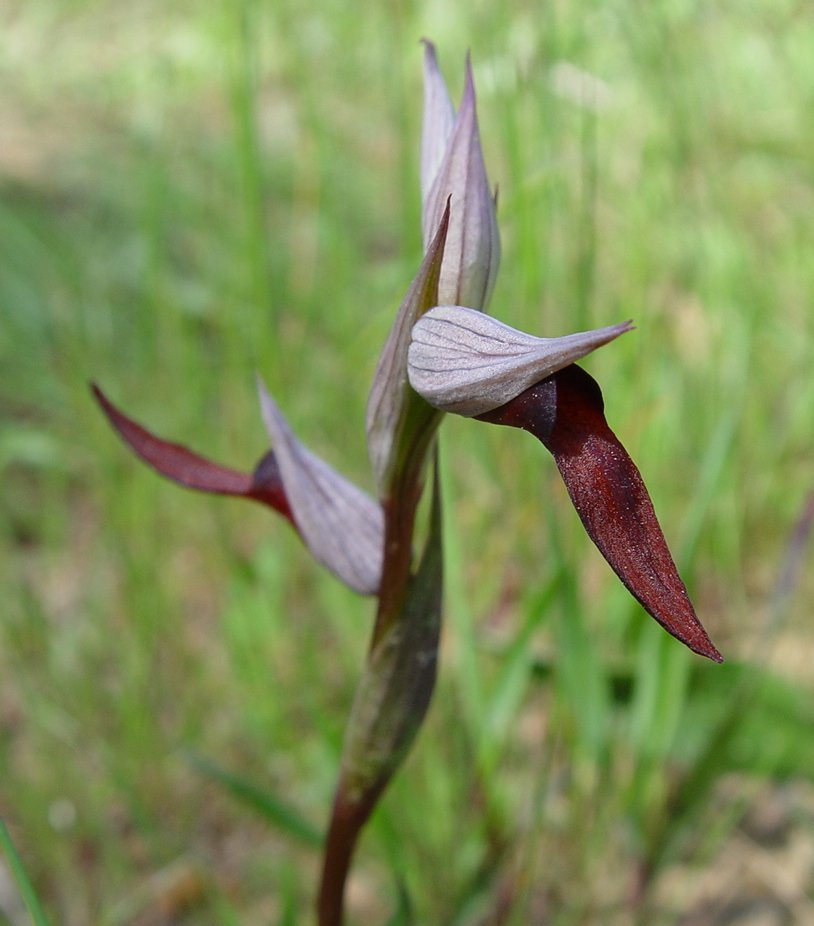
Gewone tongorchis, Serapias lingua (Algarve)
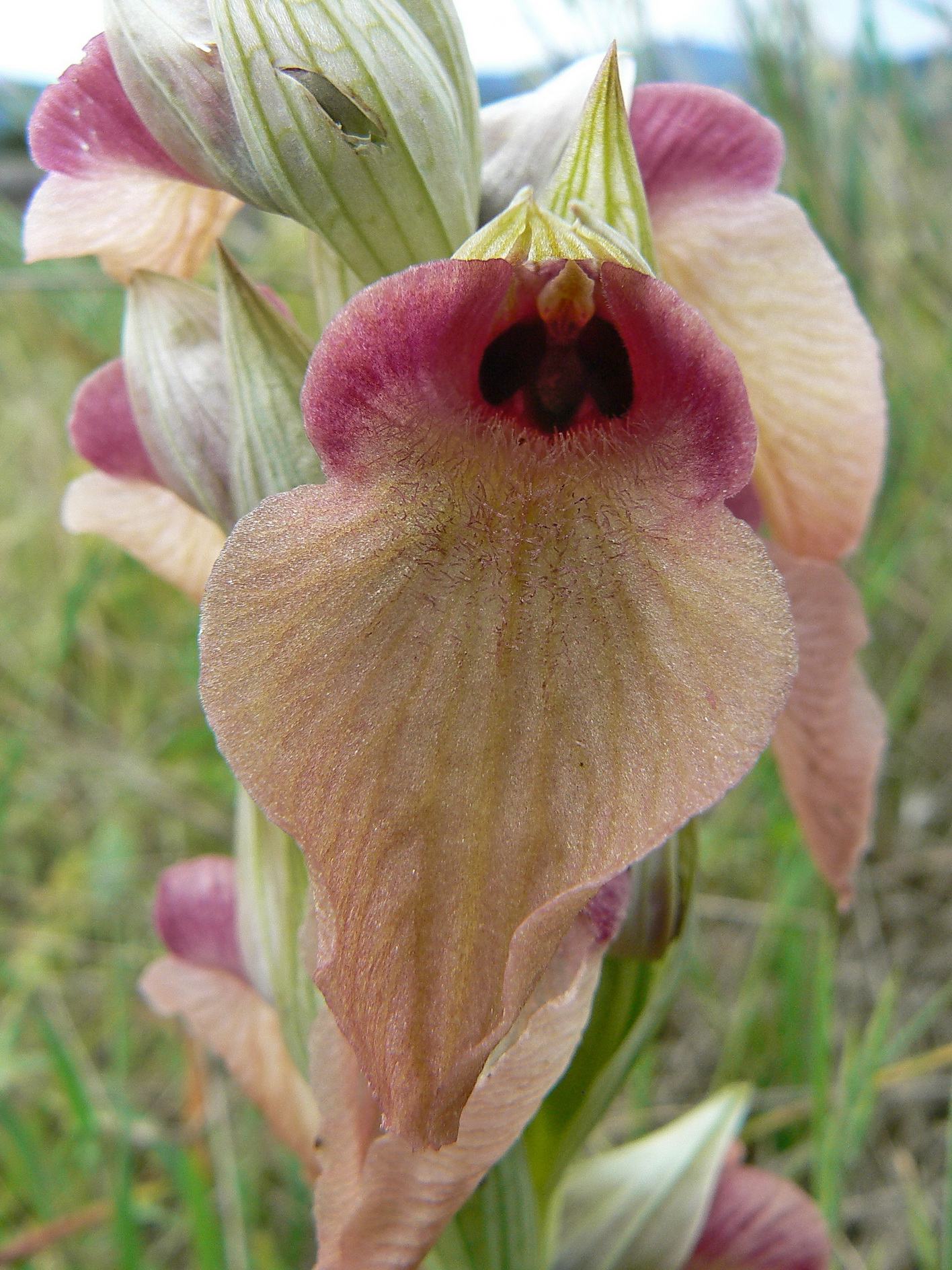
Vergeten tongorchis, Serapias neglecta (Plaine des Maures)
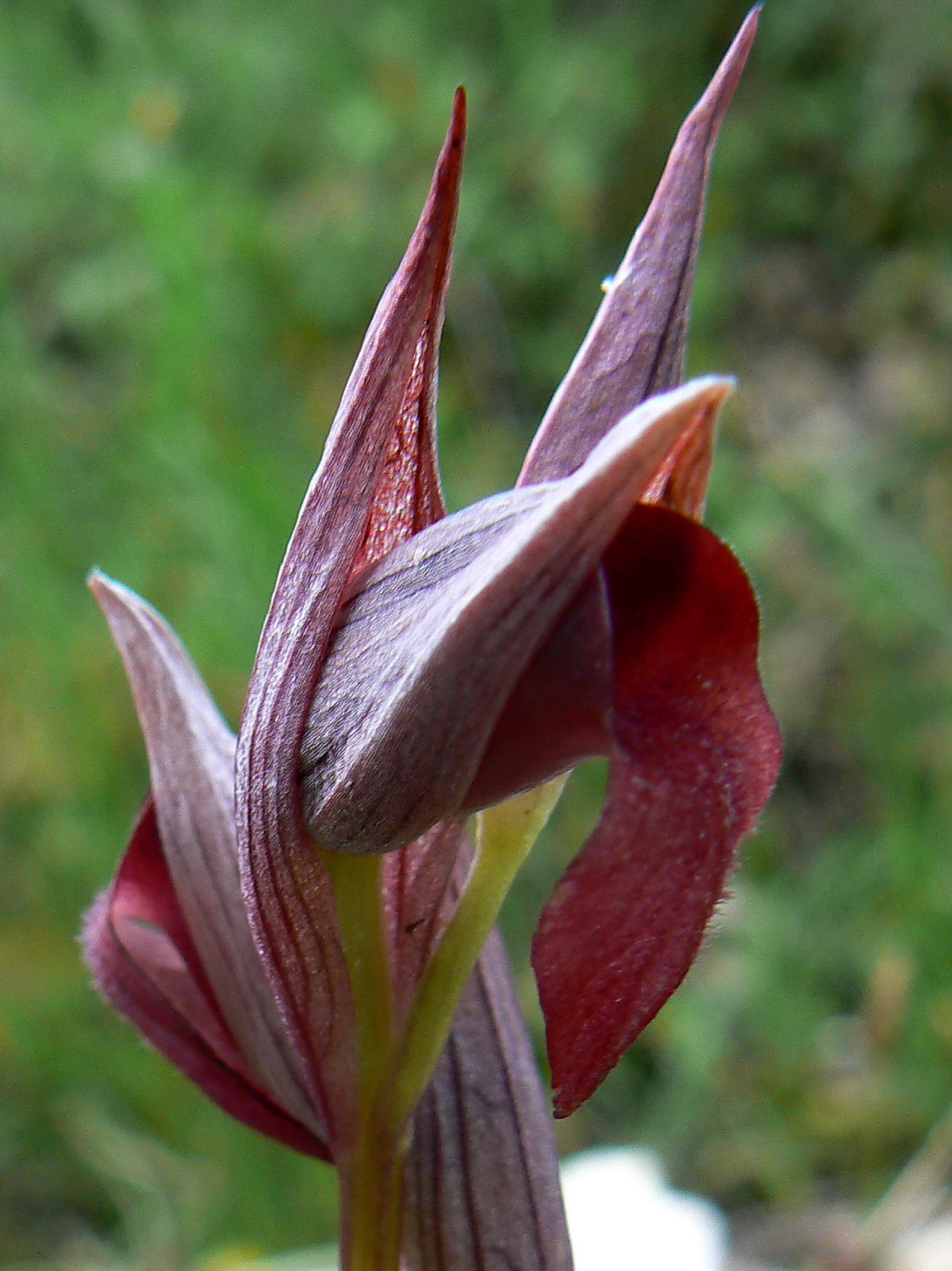
Serapias olbia (Plaine des Maures)
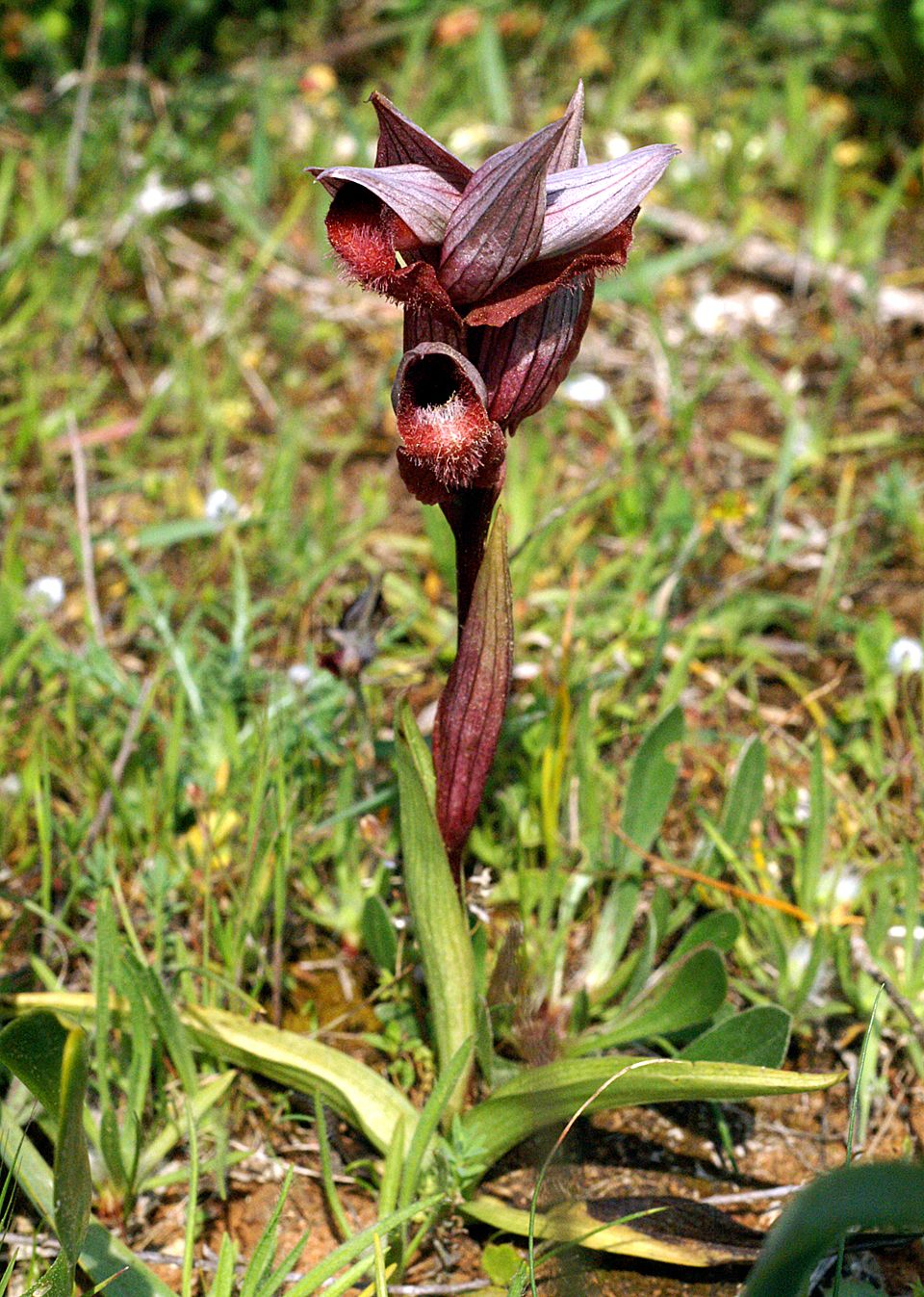
Serapias orientalis (Rhodos)
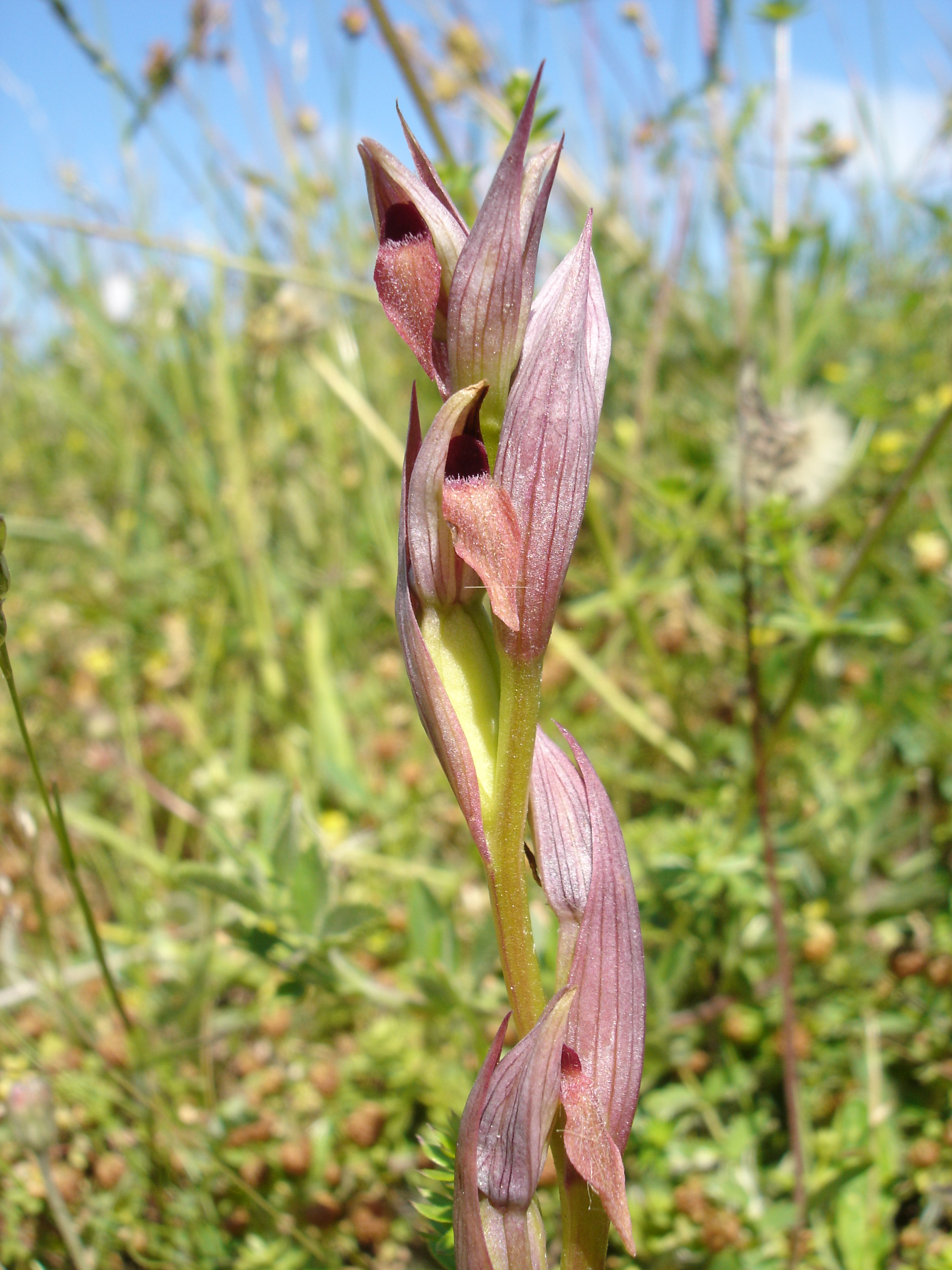
Kleine tongorchis, Serapias parviflora (Belle-Ile)
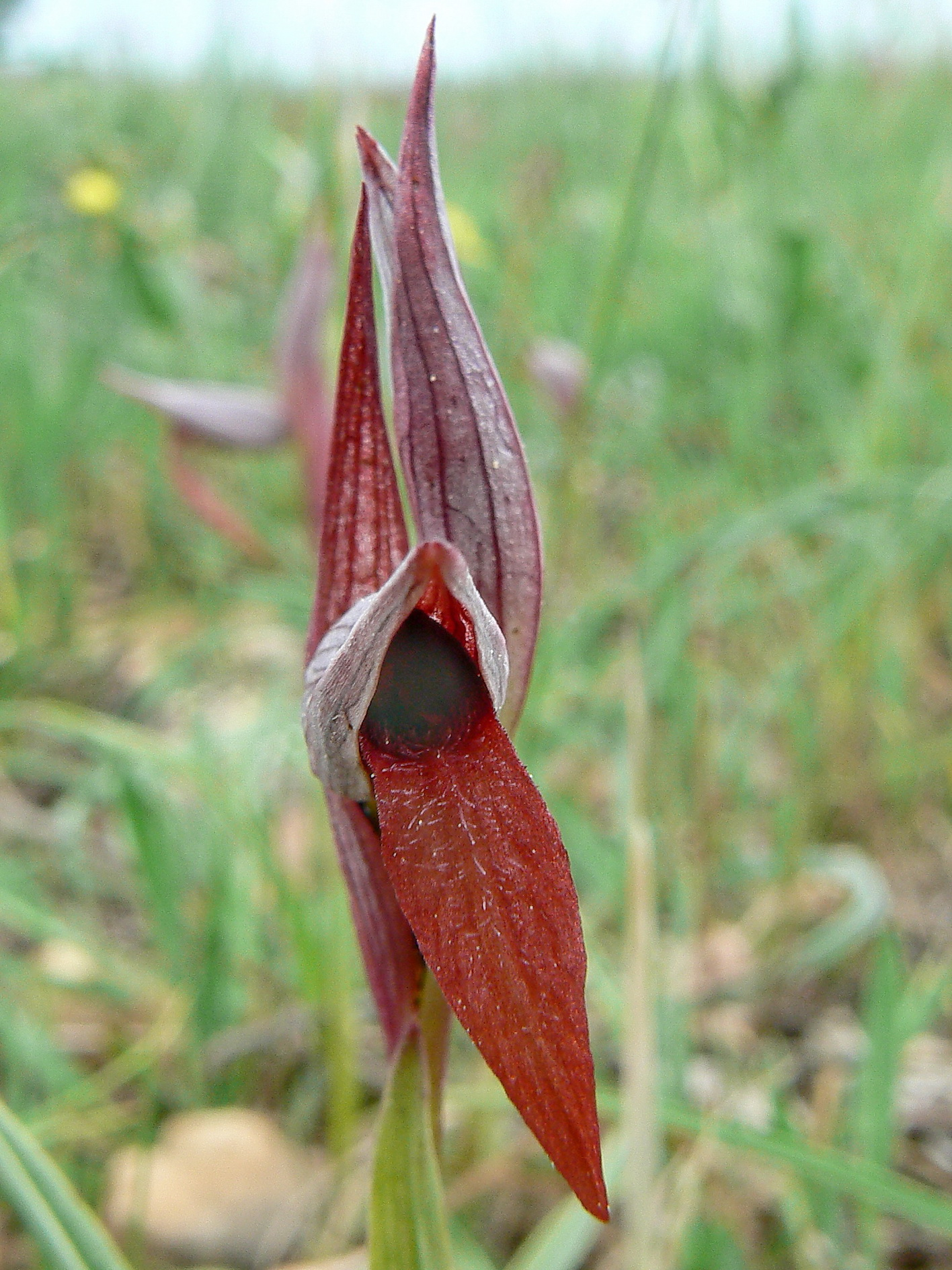
Serapias strictiflora (Plaine des Maures)
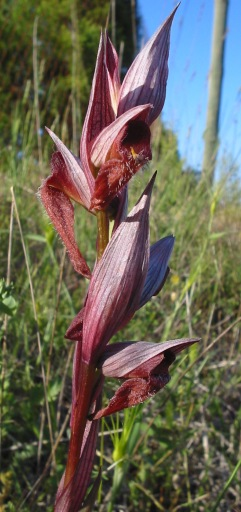
Lange tongorchis, Serapias vomeracea (Galargues)

S. aphroditae · 
S. apulica · 
S. atlantica · 
S. bergonii · 
S. carica · 
S. cordigera (Brede tongorchis) · 
S. cossyrensis · 
S. cycladum · 
S. elsae · 
S. feldwegiana · 
S. gregaria · 
S. ionica · 
S. istriaca · 
S. levantina · 
S. lingua (Gewone tongorchis) · 
S. lorenziana · 
S. neglecta (Vergeten tongorchis) · 
S. nurrica · 
S. orientalis · 
S. olbia · 
S. parviflora (Kleine tongorchis) · 
S. patmia · 
S. perez-chiscanoi · 
S. politisii · 
S. stenopetala · 
S. strictiflora · 
S. vomeracea (Lange tongorchis)